# John Tillman Lamkin
John Tillman Lamkin (* 17. Juli 1811 in Augusta, Georgia; † 19. Mai 1870 im Holmesville, Mississippi) war ein US-amerikanischer Jurist und Politiker. Ferner diente er als Offizier in der Konföderiertenarmee.

## Werdegang
John Tillman Lamkin, Sohn von Keziah Hart Snead und William Lamkin, wurde ungefähr zehn Monate vor dem Ausbruch des Britisch-Amerikanischen Krieges im Richmond County geboren. Er besuchte öffentliche Schulen. Danach studierte er Jura, erhielt 1833 seine Zulassung als Anwalt in Georgia und begann dann dort zu praktizieren. In den Folgejahren lebte er in Texas und New Orleans (Louisiana), bevor er nach Mississippi hinzog, wo er 1838 seine Zulassung als Anwalt erhielt. Er praktizierte dort zuerst im Marion County und dann im Pike County, wo er 1841 zum Bezirksstaatsanwalt gewählt wurde. Nach einer vierjährigen Amtszeit eröffnete er eine eigne Anwaltspraxis. 1847 diente er eine Amtszeit als Bezirksstaatsanwalt im Hancock County. Lamkin war ein Unionist, füllte sich aber seinem Staat verpflichtet. Während des Bürgerkrieges warb er im April 1862 mehr als 70 Mann an, welche sich in der Holmesville Guards verpflichten, aus der die Kompanie E im 33. Infanterieregiment von Mississippi wurde. Als ihr Captain diente er bis zu seinem Rücktritt am 9. September 1863, welcher aus gesundheitlichen Gründen geschah. Im November 1863 wurde er in den zweiten Konföderiertenkongress gewählt, wo er vom 2. Mai 1864 bis zum 18. März 1865 diente. Er saß während dieser Zeit in drei Ausschüssen: Committee on Commerce, Committee on Patents und Committee on Post Offices and Post Roads. Nach dem Ende des Krieges nahm er wahrscheinlich seine Tätigkeit als Jurist wieder auf. Lamkin verstarb 1870 in Holmesville. Er wurde zuerst an einem unbekannten Ort beigesetzt und später aber auf den Woodlawn Cemetery in Summit (Pike County) umgebettet.

## Familie
Am 14. November 1835 heiratete er Thurza Ann Kilgore (1819–1887). In den Volkszählungsunterlagen von 1850 im Pike County werden folgende Kinder aufgeführt: William J. im Alter von 6 Jahren, Frances A. im Alter von 5 Jahren, Charles A. im Alter von 3 Jahren und James C. im Alter von 1 Jahr. Nach dem Volkszählungsunterlagen von 1860 im Pike County kam noch die Tochter C. Augusta im Alter von 9 Jahren und der Sohn John R. im Alter von 5 Monaten hinzu. Die Volkszählungsunterlagen von 1870 im Pike County führen noch den Sohn John A. im Alter von 6 Monaten auf. An dieser Stelle sind noch zwei Töchter zu erwähnen, die in der Kindheit verstarben: Mary Eliza (1852–1853) und Thurza Lavinia (1854–1856).